# Palomar 1
Palomar 1 é um aglomerado globular na constelação de Cepheus no halo da Via Láctea. Primeiramente descoberto por George Ogden Abell em 1954 com as placas do Palomar Sky Survey, que foi catalogado como um aglomerado globular. Com 6,3-8 bilhões de anos, é um aglomerado muito jovem, quando comparado com os outros aglomerados globulares da Via Láctea. É um globular relativamente rico em metal com [Fe / H] = -0,60. É provável que Palomar 1 tem uma história evolutiva semelhante ao aglomerado globular da Galáxia Anã Elíptica de Sagitário Terzan 7, isto é, uma vez que pode ter sido associado a uma galáxia anã esferoidal que foi posteriormente destruída por forças de marés.